# Sitabar
Sitabar is een bestuurslaag in het regentschap Padang Lawas Utara van de provincie Noord-Sumatra, Indonesië. Sitabar telt 209 inwoners (volkstelling 2010).